# Copa de Oro Femenina de la Concacaf de 2018
El Premundial Femenino Concacaf de 2018 (2018 CONCACAF Women's Championship, en inglés) fue la décima edición oficial del torneo organizado por la Concacaf entre selecciones femeninas. El torneo se disputó en los Estados Unidos, entre el 4 y el 17 de octubre.
El torneo sirvió como clasificación para la Copa Mundial Femenina de Fútbol de 2019. Estados Unidos, Canadá y Jamaica que finalizaron de campeón, subcampeón y tercero respectivamente clasificaron a la Copa Mundial, mientras que Panamá que finalizó en el cuarto lugar jugó una repesca contra Argentina, tercer lugar de la Copa América Femenina 2018.

## Clasificación
Para la clasificación al premundial femenino, Concacaf reparte 8 plazas para el torneo. Estados Unidos, Canadá y México tienen su pase directo, los otros cinco cupos se reparten de la siguiente manera: la UNCAF 2 plazas clasificando las selecciones vencedoras de la eliminatoria centroamericana y la Unión Caribeña de Fútbol 3 plazas clasificando los tres primeros lugares de la eliminatoria caribeña. 
No participaron:
| - Bahamas - Belice - Bonaire - Guatemala | - Guayana Francesa - Honduras - Islas Caimán - Islas Vírgenes Británicas | - Montserrat - Saint-Martin - Sint Maarten |

### Centroamérica
| Equipo      | Pts | PJ | PG | PE | PP | GF | GC | Dif |
| ----------- | --- | -- | -- | -- | -- | -- | -- | --- |
| Costa Rica  | 9   | 3  | 3  | 0  | 0  | 18 | 2  | +16 |
| Panamá      | 6   | 3  | 2  | 0  | 1  | 11 | 5  | 6   |
| Nicaragua   | 1   | 3  | 0  | 1  | 2  | 3  | 10 | -7  |
| El Salvador | 1   | 3  | 0  | 1  | 2  | 4  | 19 | -15 |

| 27 de agosto de 2018 | Panamá                                    | 4:0 (1:0) | Nicaragua | IMG Academy, Bradenton, Estados Unidos |  |
|                      | Riley 9', 68' · Pinzón 49' · Cedeño 90+4' | Reporte   |           |                                        |  |

| 27 de agosto de 2018 | Costa Rica | 11:0 (7:0) | El Salvador | IMG Academy, Bradenton, Estados Unidos |  |
|                      | Herrera 5', 45+1', 55' · Alvarado 9' · Cruz 19', 21' · G. Villalobos 30' · Rodríguez 36' · Granados 64' · F. Villalobos 82' · Salas 84' | Reporte    |             |                                        |  |

| 29 de agosto de 2018 | Costa Rica                                              | 4:1 (1:0) | Nicaragua   | IMG Academy, Bradenton, Estados Unidos |  |
|                      | Sánchez 3' · Rodríguez 61' · Barrantes 67' · Acosta 84' | Reporte   | Aguilar 71' |                                        |  |

| 29 de agosto de 2018 | El Salvador              | 2:6 (2:2) | Panamá                                                      | IMG Academy, Bradenton, Estados Unidos |  |
|                      | Quelez 38' · Cerén 45+1' | Reporte   | Mills 41' · Riley 42' · Rangel 58', 69', 90+1' · Cedeño 80' |                                        |  |

| 31 de agosto de 2018 | El Salvador               | 2:2 (1:0) | Nicaragua      | IMG Academy, Bradenton, Estados Unidos |  |
|                      | Ramírez 18' · Tamacas 55' | Reporte   | Silva 76', 79' |                                        |  |

| 31 de agosto de 2018 | Costa Rica                        | 3:1 (2:0) | Panamá        | IMG Academy, Bradenton, Estados Unidos |          |
|                      | Rodríguez 14', 25' · Granados 86' | Reporte   | Hernández 74' | Árbitra:                               | Árbitra: |

### Caribe

#### Ronda Preliminar

###### Grupo A
| Equipo               | Pts | PJ | PG | PE | PP | GF | GC | Dif |
| -------------------- | --- | -- | -- | -- | -- | -- | -- | --- |
| Cuba                 | 10  | 4  | 3  | 1  | 0  | 22 | 3  | +19 |
| Puerto Rico          | 8   | 4  | 2  | 2  | 0  | 17 | 2  | +15 |
| República Dominicana | 7   | 4  | 2  | 1  | 1  | 7  | 5  | +2  |
| Aruba                | 3   | 4  | 1  | 0  | 3  | 2  | 20 | -18 |
| Anguila              | 0   | 4  | 0  | 0  | 4  | 1  | 19 | -18 |

| 5 de mayo de 2018 | Puerto Rico                                                                                        | 10:0 (5:0) | Anguila | Estadio Panamericano de San Cristóbal, San Cristóbal, República Dominicana |  |
|                   | Socarrás 10' · Pagán 12', 38', 83' · Castain 20', 62', 65' · Suárez 23' · López 46' · Robinson 85' | Reporte    |         |                                                                            |  |

| 5 de mayo de 2018 | República Dominicana | 1:5 (1:3) | Cuba                                                        | Estadio Panamericano de San Cristóbal, San Cristóbal, República Dominicana |  |
|                   | Oviedo 15'           | Reporte   | Peláez 10', 63' · L. Pérez 19' · M. Pérez 36' · Mengana 73' |                                                                            |  |

| 7 de mayo de 2018 | Cuba | 11:0 (5:0) | Aruba | Estadio Panamericano de San Cristóbal, San Cristóbal, República Dominicana |  |
|                   | M. Pérez 4', 38', 58' · Sablón 20' · Mengana 29' · Carbonell 33', 88' · Maceo 61' · Arrebato 65' · Rodríguez 67' · Fuentes 90' | Reporte    |       |                                                                            |  |

| 7 de mayo de 2018 | Puerto Rico | 0:0     | República Dominicana | Estadio Panamericano de San Cristóbal, San Cristóbal, República Dominicana |  |
|                   |             | Reporte |                      |                                                                            |  |

| 9 de mayo de 2018 | Anguila     | 1:2 (0:1) | Aruba                      | Estadio Panamericano de San Cristóbal, San Cristóbal, República Dominicana |  |
|                   | Johnson 71' | Reporte   | Saladin 44' · Florance 51' |                                                                            |  |

| 9 de mayo de 2018 | Cuba                      | 2:2 (0:2) | Puerto Rico                    | Estadio Panamericano de San Cristóbal, San Cristóbal, República Dominicana |  |
|                   | Peláez 71' · L. Pérez 82' | Reporte   | Socarrás 15' · Blankenship 22' |                                                                            |  |

| 11 de mayo de 2018 | Aruba | 0:5 (0:3) | Puerto Rico                                           | Estadio Panamericano de San Cristóbal, San Cristóbal, República Dominicana |  |
|                    |       | Reporte   | Castain 3', 90' · Tirado 25' · Maduro 38' · Pagán 87' |                                                                            |  |

| 11 de mayo de 2018 | República Dominicana        | 3:0 (1:0) | Anguila | Estadio Panamericano de San Cristóbal, San Cristóbal, República Dominicana |  |
|                    | Oviedo 1', 60' · Romney 50' | Reporte   |         |                                                                            |  |

| 13 de mayo de 2018 | Anguila | 0:4 (0:2) | Cuba                                          | Estadio Panamericano de San Cristóbal, San Cristóbal, República Dominicana |  |
|                    |         | Reporte   | Peláez 18', 73' · M. Pérez 33' · Riquelme 54' |                                                                            |  |

| 13 de mayo de 2018 | Aruba | 0:3 (0:3) | República Dominicana  | Estadio Panamericano de San Cristóbal, San Cristóbal, República Dominicana |  |
|                    |       | Reporte   | Vargas 4' · Rivas 45' |                                                                            |  |

###### Grupo B
| Equipo                | Pts       | PJ        | PG        | PE        | PP        | GF        | GC        | Dif       |
| --------------------- | --------- | --------- | --------- | --------- | --------- | --------- | --------- | --------- |
| Jamaica               | 7         | 3         | 2         | 1         | 0         | 18        | 2         | +16       |
| Haití                 | 7         | 3         | 2         | 1         | 0         | 15        | 2         | +13       |
| Martinica             | 3         | 3         | 1         | 0         | 2         | 3         | 5         | -2        |
| Guadalupe             | 0         | 3         | 0         | 0         | 3         | 0         | 27        | -27       |
| Islas Turcas y Caicos | Se retiró | Se retiró | Se retiró | Se retiró | Se retiró | Se retiró | Se retiró | Se retiró |

| 9 de mayo de 2018 | Jamaica | 13:0 (7:0) | Guadalupe | Estadio Sylvio Cator, Puerto Príncipe, Haití |  |
|                   | Shaw 4', 37', 42', 45', 62', 73' · Blackwood 23' · Plummer 32' · Bond-Flasza 43', 71' · Washington 61', 79' · Reid 83' | Reporte    |           |                                              |  |

| 9 de mayo de 2018 | Haití                      | 2:0 (2:0) | Martinica | Estadio Sylvio Cator, Puerto Príncipe, Haití |  |
|                   | Salomon-Ali 3' · Louis 15' | Reporte   |           |                                              |  |

| 11 de mayo de 2018 | Martinica | 0:3 (0:0) | Jamaica                           | Estadio Sylvio Cator, Puerto Príncipe, Haití |  |
|                    |           | Reporte   | Asher 60' · Carter 70' · Shaw 75' |                                              |  |

| 11 de mayo de 2018 | Guadalupe | 0:11 (0:8) | Haití                                                                                            | Estadio Sylvio Cator, Puerto Príncipe, Haití |  |
|                    |           | Reporte    | Eloissant 3', 12', 14' · Felix 31', 34', 45+2', 45+3', 51' · Louis 38' · Shelsie 75' · Jeudy 90' |                                              |  |

| 13 de mayo de 2018 | Guadalupe | 0:3 (0:1) | Martinica                           | Estadio Sylvio Cator, Puerto Príncipe, Haití |  |
|                    |           | Reporte   | Carin 5' · Guillou 53' · Paulin 58' |                                              |  |

| 13 de mayo de 2018 | Jamaica               | 2:2 (1:2) | Haití                    | Estadio Sylvio Cator, Puerto Príncipe, Haití |  |
|                    | Carter 44' · Shaw 66' | Reporte   | Dumornay 24' · Jeudy 43' |                                              |  |

##### Grupo C
| Equipo                         | Pts | PJ | PG | PE | PP | GF | GC | Dif |
| ------------------------------ | --- | -- | -- | -- | -- | -- | -- | --- |
| Trinidad y Tobago              | 10  | 4  | 3  | 1  | 0  | 27 | 1  | +26 |
| San Cristóbal y Nieves         | 10  | 4  | 3  | 1  | 0  | 20 | 2  | +18 |
| Dominica                       | 4   | 4  | 1  | 1  | 2  | 5  | 6  | -1  |
| Islas Vírgenes Estadounidenses | 3   | 4  | 1  | 0  | 3  | 3  | 20 | -17 |
| Granada                        | 1   | 4  | 0  | 1  | 3  | 1  | 27 | -26 |

| 19 de mayo de 2018 | Dominica    | 1:2 (1:2) | San Cristóbal y Nieves | Estadio Ato Boldon, Couva, Trinidad y Tobago |  |
|                    | Phillip 10' | Reporte   | Lawrence 8', 11'       |                                              |  |

| 19 de mayo de 2018 | Trinidad y Tobago | 10:0 (6:0) | Islas Vírgenes Estadounidenses | Estadio Ato Boldon, Couva, Trinidad y Tobago |  |
|                    | Superville 15' · Shade 20', 40', 81', 90' · Forbes 37' · Saint Louis 39' · Cunningham 45' · Johnson 60' · Wiater 73' | Reporte    |                                |                                              |  |

| 21 de mayo de 2018 | Islas Vírgenes Estadounidenses           | 3:0 (0:0) | Granada | Estadio Ato Boldon, Couva, Trinidad y Tobago |  |
|                    | Wright 74' · Canizio 89' · Aguilar 90+2' | Reporte   |         |                                              |  |

| 21 de mayo de 2018 | Dominica | 0:3 (0:2) | Trinidad y Tobago                         | Estadio Ato Boldon, Couva, Trinidad y Tobago |  |
|                    |          | Reporte   | Cunningham 5' · Belgrave 37' · Forbes 54' |                                              |  |

| 23 de mayo de 2018 | San Cristóbal y Nieves                                                                                 | 10:0 (4:0) | Granada | Estadio Ato Boldon, Couva, Trinidad y Tobago |  |
|                    | Uddenberg 6', 19', 71' · Browne 9', 52' · Lawrence 40', 73', 85' · Bailey-Williams 86' · Wilkinson 89' |            |         |                                              |  |

| 23 de mayo de 2018 | Islas Vírgenes Estadounidenses | 0:3 (0:1) | Dominica                       | Estadio Ato Boldon, Couva, Trinidad y Tobago |  |
|                    |                                |           | Francis 23' · Phillip 49', 88' |                                              |  |

| 25 de mayo de 2018 | Granada    | 1:1 (0:1) | Dominica    | Estadio Ato Boldon, Couva, Trinidad y Tobago |  |
|                    | George 64' | Reporte   | Phillip 29' |                                              |  |

| 25 de mayo de 2018 | Trinidad y Tobago | 1:1 (0:1) | San Cristóbal y Nieves | Estadio Ato Boldon, Couva, Trinidad y Tobago |  |
|                    | Saint Louis 79'   | Reporte   | Browne 3'              |                                              |  |

| 27 de mayo de 2018 | San Cristóbal y Nieves                                                            | 7:0 (2:0) | Islas Vírgenes Estadounidenses | Estadio Ato Boldon, Couva, Trinidad y Tobago |  |
|                    | Browne 27', 38', 52' · Fernandez 46' · Francis 57' · Springer 70' · Uddenberg 83' | Reporte   |                                |                                              |  |

| 27 de mayo de 2018 | Granada | 0:13 (0:6) | Trinidad y Tobago | Estadio Ato Boldon, Couva, Trinidad y Tobago |  |
|                    |         | Reporte    | Johnson 10' · Cunningham 13' · Shade 33', 82' · Saint Louis 42', 90+2' · Prince 43', 88', 90' · Cato 45', 54' · François 51', 80' |                                              |  |

##### Grupo D
| Equipo                       | Pts | PJ | PG | PE | PP | GF | GC | Dif |
| ---------------------------- | --- | -- | -- | -- | -- | -- | -- | --- |
| Antigua y Barbuda            | 9   | 3  | 3  | 0  | 0  | 5  | 0  | +5  |
| Santa Lucía                  | 6   | 3  | 2  | 0  | 1  | 4  | 3  | +1  |
| Curazao                      | 3   | 3  | 1  | 0  | 2  | 2  | 5  | -3  |
| San Vicente y las Granadinas | 0   | 3  | 0  | 0  | 3  | 1  | 4  | -3  |

| 23 de mayo de 2018 | Santa Lucía              | 2:1 (1:0) | Curazao    | Antigua Recreation Ground, Saint John, Antigua y Barbuda |  |
|                    | Marquis 30' · Lionel 58' |           | Statia 55' |                                                          |  |

| 23 de mayo de 2018 | Antigua y Barbuda | 1:0 (0:0) | San Vicente y las Granadinas | Antigua Recreation Ground, Saint John, Antigua y Barbuda |  |
|                    | James 69'         |           |                              |                                                          |  |

| 25 de mayo de 2018 | San Vicente y las Granadinas | 1:2 (0:1) | Santa Lucía         | Antigua Recreation Ground, Saint John, Antigua y Barbuda |  |
|                    | Duncan 74'                   | Reporte   | Willie 5' · Cox 88' |                                                          |  |

| 25 de mayo de 2018 | Curazao | 0:3 (0:0) | Antigua y Barbuda                            | Antigua Recreation Ground, Saint John, Antigua y Barbuda |  |
|                    |         | Reporte   | Jarvis 49' · Simon-Ponte 60' · Humphreys 79' |                                                          |  |

| 27 de mayo de 2018 | Curazao    | 1:0 (0:0) | San Vicente y las Granadinas | Antigua Recreation Ground, Saint John, Antigua y Barbuda |  |
|                    | Tokaay 52' | Reporte   |                              |                                                          |  |

| 27 de mayo de 2018 | Santa Lucía | 0:1 (0:1) | Antigua y Barbuda | Antigua Recreation Ground, Saint John, Antigua y Barbuda |  |
|                    |             | Reporte   | Edwards 2'        |                                                          |  |

##### Grupo E
| Equipo   | Pts | PJ | PG | PE | PP | GF | GC | Dif |
| -------- | --- | -- | -- | -- | -- | -- | -- | --- |
| Bermudas | 7   | 3  | 2  | 1  | 0  | 6  | 4  | +2  |
| Guyana   | 5   | 3  | 1  | 2  | 0  | 8  | 3  | +5  |
| Barbados | 4   | 3  | 1  | 1  | 1  | 4  | 4  | 0   |
| Surinam  | 0   | 3  | 0  | 0  | 3  | 2  | 9  | -7  |

| 23 de mayo de 2018 | Barbados                | 2:1 (2:1) | Surinam      | Synthetic Track and Field Facility, Leonora, Guyana |  |
|                    | Padmore 2' · Jarvis 40' |           | Hoogdorp 20' |                                                     |  |

| 23 de mayo de 2018 | Guyana                  | 2:2 (1:2) | Bermudas      | Synthetic Track and Field Facility, Leonora, Guyana |  |
|                    | Desa 7' · Hazelwood 58' |           | Lindo 5', 16' |                                                     |  |

| 25 de mayo de 2018 | Bermudas                              | 3:2 (1:1) | Barbados                 | Synthetic Track and Field Facility, Leonora, Guyana |  |
|                    | Furbert 17' · Lindo 68' · Darrell 74' | Reporte   | Jarvis 32' · Fadmore 89' |                                                     |  |

| 25 de mayo de 2018 | Surinam     | 1:6 (1:2) | Guyana                                                               | Synthetic Track and Field Facility, Leonora, Guyana |  |
|                    | Rigters 38' | Reporte   | Persaud 40', 67' · Desa 45' · Copland 58' · Cummings 65' · Smith 88' |                                                     |  |

| 27 de mayo de 2018 | Surinam | 0:1 (0:1) | Bermudas    | Synthetic Track and Field Facility, Leonora, Guyana |  |
|                    |         | Reporte   | Furbert 41' |                                                     |  |

| 27 de mayo de 2018 | Barbados | 0:0     | Guyana | Synthetic Track and Field Facility, Leonora, Guyana |  |
|                    |          | Reporte |        |                                                     |  |

#### Ronda Final
| Equipo            | Pts | PJ | PG | PE | PP | GF | GC | Dif |
| ----------------- | --- | -- | -- | -- | -- | -- | -- | --- |
| Jamaica           | 12  | 4  | 4  | 0  | 0  | 23 | 2  | +21 |
| Trinidad y Tobago | 9   | 4  | 3  | 0  | 1  | 12 | 6  | +6  |
| Cuba              | 6   | 4  | 2  | 0  | 2  | 12 | 9  | +3  |
| Bermudas          | 3   | 4  | 1  | 0  | 3  | 5  | 9  | -4  |
| Antigua y Barbuda | 0   | 4  | 0  | 0  | 4  | 0  | 26 | -26 |

| 25 de agosto de 2018 | Cuba                    | 2:3 (1:1) | Trinidad y Tobago    | Parque Independence, Kingston, Jamaica |  |
|                      | Ramos 23' · Mengana 83' | Reporte   | Taylor 20', 51', 55' |                                        |  |

| 25 de agosto de 2018 | Jamaica                                                                                 | 9:0 (4:0) | Antigua y Barbuda | Parque Independence, Kingston, Jamaica |  |
|                      | Chang 2' · Carter 6' · Shaw 9', 48', 53' · Blackwood 27' · Shim 65' · Sweatman 68', 73' | Reporte   |                   |                                        |  |

| 27 de agosto de 2018 | Antigua y Barbuda | 0:7 (0:2) | Cuba                                                                     | Parque Independence, Kingston, Jamaica |  |
|                      |                   | Reporte   | M. Pérez 8', 56' · L. Pérez 25', 64' · Peláez 67', 78' · Carbonell 90+1' |                                        |  |

| 27 de agosto de 2018 | Bermudas | 0:4 (0:2) | Jamaica                                                | Parque Independence, Kingston, Jamaica |  |
|                      |          | Reporte   | Carter 17' · Plummer 32' · Shaw 61' · Washington 90+1' |                                        |  |

| 29 de agosto de 2018 | Trinidad y Tobago                                             | 5:0 (4:0) | Antigua y Barbuda | Parque Independence, Kingston, Jamaica |  |
|                      | François 4' · Taylor 16', 39' · Saint Louis 30' · Cordner 65' | Reporte   |                   |                                        |  |

| 29 de agosto de 2018 | Cuba                        | 2:0 (1:0) | Bermudas | Parque Independence, Kingston, Jamaica |  |
|                      | L. Pérez 31' · M. Pérez 52' | Reporte   |          |                                        |  |

| 31 de agosto de 2018 | Antigua y Barbuda | 0:5 (0:2) | Bermudas                                                    | Parque Independence, Kingston, Jamaica |  |
|                      |                   | Reporte   | Furbert 14' · Christopher 44' · Darrell 76' 81' · Lindo 87' |                                        |  |

| 31 de agosto de 2018 | Trinidad y Tobago | 1:4 (1:0) | Jamaica                                      | Parque Independence, Kingston, Jamaica |  |
|                      | Taylor 10'        | Reporte   | Washington 70' · Shaw 79', 89' · Brown 90+2' |                                        |  |

| 2 de septiembre de 2018 | Bermudas | 0:3 (0:1) | Trinidad y Tobago             | Parque Independence, Kingston, Jamaica |  |
|                         |          | Reporte   | Taylor 12' · Cordner 57', 87' |                                        |  |

| 2 de septiembre de 2018 | Jamaica                                                 | 6:1 (5:0) | Cuba           | Parque Independence, Kingston, Jamaica |  |
|                         | Asher 16', 70' · Shaw 20', 38' · Silver 32' · Brown 34' | Reporte   | M. Pérez 90+3' |                                        |  |

## Torneo final
La edición 2018 del campeonato de mujeres, que se celebrará del 4 al 17 de octubre de 2018, se disputará en dos rondas. Después de la fase de grupos en Cary, Carolina del Norte y Edinburg, Texas, los ganadores de los dos grupos, junto con los dos segundos lugares avanzarán a la ronda de eliminación directa. Las semifinales, el partido por el tercer lugar y la final se jugarán en el Toyota Stadium, en Frisco, Texas.
Los finalistas del torneo, así como el ganador del tercer lugar avanzaron directamente como representantes de la Concacaf a la Copa Mundial Femenina de la FIFA 2019. La selección de Panamá que terminó en cuarto lugar jugó un repechaje intercontinental contra la selección de Argentina.

### Equipos participantes
En cursiva el equipo debutante.
| Clasificatorias | Clasificatorias |
| --------------- | --------------- |
| Centroamérica   | Caribe          |

| Equipos participantes | Equipos participantes | Equipos participantes | Equipos participantes |
| --------------------- | --------------------- | --------------------- | --------------------- |
| Canadá                | Cuba                  | Jamaica               | Panamá                |
| Costa Rica            | Estados Unidos        | México                | Trinidad y Tobago     |

## Sedes
El Premundial se jugará en 3 sedes:

| Cary                | Edinburg        | Frisco            |
| ------------------- | --------------- | ----------------- |
| WakeMed Soccer Park | H-E-B Park      | Estadio Toyota    |
| Capacidad: 10 000   | Capacidad: 9735 | Capacidad: 21 193 |
|                     |                 |                   |

## Primera fase

### Grupo A
| Equipo            | Pts | PJ | PG | PE | PP | GF | GC | DG  |
| ----------------- | --- | -- | -- | -- | -- | -- | -- | --- |
| Estados Unidos    | 9   | 3  | 3  | 0  | 0  | 18 | 0  | 18  |
| Panamá            | 6   | 3  | 2  | 0  | 1  | 5  | 5  | 0   |
| México            | 3   | 3  | 1  | 0  | 2  | 4  | 9  | -5  |
| Trinidad y Tobago | 0   | 3  | 0  | 0  | 3  | 1  | 14 | -13 |

| 4 de octubre de 2018, 17:00 | Trinidad y Tobago | 0:3 (0:1) | Panamá                               | WakeMed Soccer Park, Cary      |                                |
|                             |                   | Reporte   | Cox 12' · Rangel 68' · Hernández 89' | Árbitro(s): Carol-Anne Chenard | Árbitro(s): Carol-Anne Chenard |

| 4 de octubre de 2018, 19:30 | Estados Unidos                                           | 6:0 (1:0) | México | WakeMed Soccer Park, Cary   |                             |
|                             | Rapinoe 3', 70' · Ertz 47' · Morgan 57', 80' · Heath 61' | Reporte   |        | Árbitro(s): Odette Hamilton | Árbitro(s): Odette Hamilton |

| 7 de octubre de 2018, 17:00 | Panamá | 0:5 (0:4) | Estados Unidos                             | WakeMed Soccer Park, Cary |                         |
|                             |        | Reporte   | Mewis 5' · Lloyd 23', 29', 48' · Press 32' | Árbitro(s): Mirian León   | Árbitro(s): Mirian León |

| 7 de octubre de 2018, 19:30 | México                                      | 4:1 (1:0) | Trinidad y Tobago | WakeMed Soccer Park, Cary  |                            |
|                             | Corral 34', 62' · Johnson 55' · Sánchez 70' | Reporte   | Cato 50'          | Árbitro(s): Tatiana Guzmán | Árbitro(s): Tatiana Guzmán |

| 10 de octubre de 2018, 17:00 | Panamá                 | 2:0 (0:0) | México | WakeMed Soccer Park, Cary         |                                   |
|                              | Riley 47' · Cedeño 85' | Reporte   |        | Árbitro(s): Marie-Soleil Beaudoin | Árbitro(s): Marie-Soleil Beaudoin |

| 10 de octubre de 2018, 19:30 | Trinidad y Tobago | 0:7 (0:4) | Estados Unidos                                                      | WakeMed Soccer Park, Cary   |                             |
|                              |                   | Reporte   | Morgan 9' 50' · Lavelle 41', 43' · Dunn 45' · Horan 48' · Heath 58' | Árbitro(s): Odette Hamilton | Árbitro(s): Odette Hamilton |

### Grupo B
| Equipo     | Pts | PJ | PG | PE | PP | GF | GC | DG  |
| ---------- | --- | -- | -- | -- | -- | -- | -- | --- |
| Canadá     | 9   | 3  | 3  | 0  | 0  | 17 | 1  | 16  |
| Jamaica    | 6   | 3  | 2  | 0  | 1  | 10 | 2  | 8   |
| Costa Rica | 3   | 3  | 1  | 0  | 2  | 9  | 4  | 5   |
| Cuba       | 0   | 3  | 0  | 0  | 3  | 0  | 29 | -29 |

| 5 de octubre de 2018 17:00 | Costa Rica                                                                                  | 8:0 (6:0) | Cuba | H-E-B Park, Edinburg           |                                |
|                            | Herrera 4' · Chinchilla 5', 45+1' · F. Sánchez 19' · S. Cruz 33', 38' · Barrantes 82' 90+2' | Reporte   |      | Árbitro(s): Ekaterina Koroleva | Árbitro(s): Ekaterina Koroleva |

| 5 de octubre de 2018 19:30 | Canadá          | 2:0 (1:0) | Jamaica | H-E-B Park, Edinburg         |                              |
|                            | Prince 33', 80' | Reporte   |         | Árbitro(s): Francia González | Árbitro(s): Francia González |

| 8 de octubre de 2018 17:00 | Jamaica  | 1:0 (0:0) | Costa Rica | H-E-B Park, Edinburg       |                            |
|                            | Shaw 46' | Reporte   |            | Árbitro(s): Melissa Borjas | Árbitro(s): Melissa Borjas |

| 8 de octubre de 2018 19:30 | Cuba | 0:12 (0:5) | Canadá | H-E-B Park, Edinburg       |                            |
|                            |      | Reporte    | León 11', 23', 55', 59' · Huitema 13', 37', 52', 71' · Rose 25' · Quinn 56' · Sinclair 63' · Matheson 72' | Árbitro(s): Crystal Sobers | Árbitro(s): Crystal Sobers |

| 11 de octubre de 2018, 18:30 | Cuba | 0:9 (0:4) | Jamaica                                                                                             | H-E-B Park, Edinburg       |                            |
|                              |      | Reporte   | Shaw 2' · Brown 26', 38', 72' · Campbell 30', 75' · Blackwood 50' (pen.) · Chang 64' · Sweatman 82' | Árbitro(s): Crystal Sobers | Árbitro(s): Crystal Sobers |

| 11 de octubre de 2018, 21:00 | Costa Rica        | 1:3 (0:2) | Canadá                                 | H-E-B Park, Edinburg       |                            |
|                              | G. Villalobos 73' | Reporte   | Beckie 25' · Prince 40' · Sinclair 57' | Árbitro(s): Lucila Venegas | Árbitro(s): Lucila Venegas |

## Fase final
|  | Semifinales    | Semifinales    |   |        | Final        | Final |  |
|  |                |                |   |        |              |       |  |
|  |                |                |   |        |              |       |  |
|  |                |                |   |        |              |       |  |
|  | Panamá         | 0              |   |        |              |       |  |
|  | Canadá         | 7              |   |        |              |       |  |
|  |                |                |   |        |              |       |  |
|  |                |                |   |        |              |       |  |
|  |                |                |   |        | Canadá       | 0     |  |
|  |                | Estados Unidos | 2 |        |              |       |  |
|  |                |                |   |        |              |       |  |
|  |                |                |   |        |              |       |  |
|  |                |                |   |        | 3º lugar     |       |  |
|  |                |                |   |        |              |       |  |
|  | Estados Unidos | 6              |   | Panamá | 2 (2)        |       |  |
|  | Jamaica        | 0              |   |        | Jamaica (p.) | 2 (4) |  |

### Semifinales
| 14 de octubre de 2018, 16:00 | Panamá | 0:7 (0:1) | Canadá                                                                   | Estadio Toyota, Frisco      |                             |
|                              |        | Reporte   | Sinclair 44', 49' · Fleming 47' · Beckie 58' · Quinn 63' · Leon 76', 78' | Árbitro(s): Odette Hamilton | Árbitro(s): Odette Hamilton |

| 14 de octubre de 2018, 19:00 | Estados Unidos                                                  | 6:0 (5:0) | Jamaica | Estadio Toyota, Frisco       |                              |
|                              | Heath 2', 29' · Rapinoe 15' · Ertz 21' · Morgan 33', 84' (pen.) | Reporte   |         | Árbitro(s): Francia González | Árbitro(s): Francia González |

### Tercer puesto
| 17 de octubre de 2018, 16:00 | Panamá                               | 2:2 (1:1, 0:1) (t. s.)(2:4 p.) | Jamaica                                | Estadio Toyota, Frisco         |                                |
|                              | Mills 74' · Cedeño 115'              | Reporte                        | Shaw 14' · Brown 95'                   | Árbitro(s): Carol-Anne Chenard | Árbitro(s): Carol-Anne Chenard |
|                              |                                      | Tiros desde el punto penal     |                                        |                                |                                |
|                              | Pinzón · Hernández · Cedeño · Rangel |                                | Blackwood · Shim · Chang · Bond-Flasza |                                |                                |

### Final
| 17 de octubre de 2018, 19:00 | Canadá | 0:2 (0:1) | Estados Unidos          | Estadio Toyota, Frisco     |                            |
|                              |        | Reporte   | Lavelle 2' · Morgan 89' | Árbitro(s): Lucila Venegas | Árbitro(s): Lucila Venegas |

|                                   |
| Bandera de Estados Unidos         |
| Campeón Estados Unidos 8.º título |

## Estadísticas

### Tabla general
| Equipo | Equipo            | Pts. | PJ | PG | PE | PP | GF | GC | Dif. |
| ------ | ----------------- | ---- | -- | -- | -- | -- | -- | -- | ---- |
| 1      | Estados Unidos    | 15   | 5  | 5  | 0  | 0  | 26 | 0  | +26  |
| 2      | Canadá            | 12   | 5  | 4  | 0  | 1  | 24 | 3  | +21  |
| 3      | Jamaica           | 7    | 5  | 2  | 1  | 2  | 12 | 10 | +2   |
| 4      | Panamá            | 7    | 5  | 2  | 1  | 2  | 7  | 14 | -7   |
| 5      | Costa Rica        | 3    | 3  | 1  | 0  | 2  | 9  | 4  | +5   |
| 6      | México            | 3    | 3  | 1  | 0  | 2  | 4  | 9  | -5   |
| 7      | Trinidad y Tobago | 0    | 3  | 0  | 0  | 3  | 1  | 14 | -13  |
| 8      | Cuba              | 0    | 3  | 0  | 0  | 3  | 0  | 29 | -29  |

### Goleadoras
| Jugadora           | Selección      | Goles |
| ------------------ | -------------- | ----- |
| Alex Morgan        | Estados Unidos | 7     |
| Adriana Leon       | Canadá         | 6     |
| Tobin Heath        | Estados Unidos | 4     |
| Christine Sinclair | Canadá         | 4     |
| Jody Brown         | Jamaica        | 4     |
| Jordyn Huitema     | Canadá         | 4     |
| Nichelle Prince    | Canadá         | 3     |
| Megan Rapinoe      | Estados Unidos | 3     |
| Khadija Shaw       | Jamaica        | 3     |
| Carli Lloyd        | Estados Unidos | 3     |
| Rose Lavelle       | Estados Unidos | 3     |

## Premios
| Premio               |  | Jugadora      | Selección      |
| -------------------- |  | ------------- | -------------- |
| Balón de Oro         |  | Julie Ertz    | Estados Unidos |
| Bota de Oro          |  | Alex Morgan   | Estados Unidos |
| Guante de Oro        |  | Yenith Bailey | Panamá         |
| Mejor Jugadora Joven |  | Jody Brown    | Jamaica        |

| Premio                                |  | Selección      |
| ------------------------------------- |  | -------------- |
| Premio al Juego Limpio de la CONCACAF |  | Estados Unidos |

## Repesca contraConmebol
Argentina, tercer lugar del clasificatorio de Conmebol, disputó una eliminación directa contra Panamá, cuarto lugar de la eliminatoria de la Concacaf. El partido de ida se llevó a cabo el 8 de noviembre de 2018, en Sarandí, Argentina, mientras que el partido de vuelta se jugó el 13 de noviembre de 2018, en la Ciudad de Panamá. El ganador fue Argentina que clasificó a la Copa Mundial Femenina de Fútbol de 2019.
| 8 de noviembre de 2018, 19:00 (UTC-3) | Argentina                                                    | 4:0 (2:0) | Panamá | Estadio Julio Humberto Grondona, Avellaneda, Argentina |                           |
|                                       | Larroquette 20' · Stabile 26' 90+7' (pen.) · Rodríguez 90+4' | Reporte   |        | Árbitro(s): Jana Adámková                              | Árbitro(s): Jana Adámková |

| 13 de noviembre de 2018, 20:00 (UTC-5) | Panamá    | 1:1 (1:0) | Argentina      | Estadio Rommel Fernández, Ciudad de Panamá, Panamá |                             |
|                                        | Mills 37' | Reporte   | Bonsegundo 65' | Árbitro(s): Kateryna Monzul                        | Árbitro(s): Kateryna Monzul |

## Clasificados alMundial de Francia 2019
| Bandera de Estados Unidos | Bandera de Canadá | Bandera de Jamaica |
| Estados Unidos            | Canadá            | Jamaica            |
| ------------------------- | ----------------- | ------------------ |

## Clasificados a losJuegos Panamericanos 2019
| Bandera de Jamaica | Bandera de Panamá | Bandera de Costa Rica | Bandera de México |
| Jamaica            | Panamá            | Costa Rica            | México            |
| ------------------ | ----------------- | --------------------- | ----------------- |